# KkStB 1.0
A kkStB 1.0  egy kéttengelyes gőzmotorkocsi volt az Császári és Királyi Osztrák Államvasutaknál. Ezek Komarek gőzmotorkocsiként voltak ismeretesek, s egykor a Böhmische Nordbahn Böhmisch Leipa–Steinschönau helyiérdekű vasút vonalán üzemeltek, két példányban.

## Története
Mindkét járművet 1903-ban szállította a prágai Ringhoffer Vagongyár. Az állókazánokat a bécsi Komarek gyártotta.  A motorkocsik teljesítménye kezdetben kevésnek bizonyult, ezért 1906-ban mindkét motorkocsiba nagyobb teljesítményű kazánt kellett beépíteni.
1906-ban mindkét motorkocsi a  kkStB tulajdonába került, de továbbra is az eredeti vonalakon teljesítettek szolgálatot. Laun–Libochowitz (1.001) és a  Opočno–Dobruška (1.002) .
1918-ban az újonnan alakult  Csehszlovák Államvasutak (ČSD) új pályaszámokat adott a járműveknek (M8 240.0 sorozat), de továbbra is megmaradtak a korábbi vonalaikon. 1941-ben az M 124.002 pályaszámú motorkocsit selejtezték. a M 124.001 megmaradt üzemben  Kutná Hora–Sedlec között, a Kuttenberger Lokalbahn, vonalán 1947-ig, amikor selejtezték.
Az M 124.001 pályaszámú járművet megőrizték, és 1949 óta a Prágai Nemzeti Műszaki Múzeum (NTM) tulajdona. 2006-ban az egyedülálló járművet České Velenicében felújították, és azóta nosztalgiavonatként szolgál.

## Műszaki adatok
A Komarek-rendszerű gőzfejlesztő 25 bar nyomásra méretezett álló elrendezésű kazán volt, melynek belsejében több koncentrikus csőkígyót helyeztek el. Ezek közül a legkülső képezte a tűztér köpenyét. Magassági irányban mindegyik csőkígyó több részből állt, az egyes szakaszok egymással párhuzamosan kötve az álló elrendezésű kombinált víz és gőzgyűjtő edénybe csatlakoztak, ezáltal a víz és az égéstermékek bizonyos ellenáramlását valósították meg. A vízcsövek ilyen jellegű elrendezése azért is előnyös volt, mert szivárgás esetén a csövek egy részét ki lehetett iktatni és a kazánt csökkentett teljesítménnyel tovább lehetett üzemeltetni. A gőzgép egy külső Joy rendszerű vezérlésű kéthengeres gőzgép, mely az első tengelyt hajtja.
A jármű fékezésére egy mindkét kerékre ható légszívásos fék szolgált. A fékhengerek működtetéséhez szükséges vákuumot egy légszivattyú állította elő. Az álló jármű rögzítésére csavarorsós rögzítőfék szolgált.
A víztartályt a vagonoldal alatt helyezték el, a tüzelőanyag-tároló a vezetőállás jobb oldalán kapott helyet.

## Fordítás
- Ez a szócikk részben vagy egészben  a   KkStB 1.0 című német Wikipédia-szócikk fordításán alapul.  Az eredeti cikk szerkesztőit annak laptörténete sorolja fel. Ez a jelzés csupán a megfogalmazás eredetét és a szerzői jogokat jelzi, nem szolgál a cikkben szereplő információk forrásmegjelöléseként.